# شووو
شووو (به لاتین: Şovu) یک منطقه مسکونی در جمهوری آذربایجان است که در شهرستان لنکران واقع شده‌است. شووو ۱۶۷۴ نفر جمعیت دارد. دهیاری شووو شامل روستاهای شووو و تنگه‌وان است.

## ریشه واژه
نام شووو در زبان تالشی به صورت Şovut  است و به معنی جای شادی‌بخش و جای پرشکوفه است.

## دین
در مسجد جامع شووو یک هیئت مذهبی وجود دارد.